# 丹北郡
- 令制国一覧 > 畿内 > 河内国 > 丹北郡
- 日本 > 近畿地方 > 大阪府 > 丹北郡

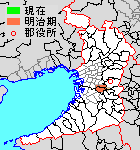
大阪府丹北郡の位置（薄黄：後に他郡に編入された区域）

丹北郡（たんぼくぐん）は、かつて河内国・堺県・大阪府にあった郡。

## 郡域
1880年（明治13年）に行政区画として発足した当時の郡域は、概ね下記の区域にあたる。
- 大阪市
  - 東住吉区の一部（公園南矢田・矢田・照ケ丘矢田・住道矢田）
  - 平野区の一部（瓜破各町・長吉各町）
- 松原市の大部分（河合・丹南を除く）
- 八尾市の一部（木本および若林町・太田・木の本の各一部）
- 羽曳野市の一部（南恵我之荘・島泉の各一部）
- 藤井寺市の一部（津堂および小山の一部）

## 歴史

### 古代
平安時代後期、丹比郡が丹南郡と丹北郡に分けられて設置された。さらに、丹北郡から八上郡が割置された。

### 近世以降の沿革
- 「旧高旧領取調帳」に記載されている明治初年時点での支配は以下の通り。○は村内に寺社除地[2]が存在。（44村）

| 知行         | 知行                   | 村数 | 村名 |
| ------------ | ---------------------- | ---- | --- |
| 幕府領       | 幕府領（代官支配）     | 9村  | 万屋新田、川内新田、○更池村、○高見村、○田井城村、○三宅村、○若林村、○長原村、○川辺村                                |
| 幕府領       | 幕府領（宇都宮藩預地） | 2村  | ○津堂村、○小山村                                                                                                   |
| 幕府領       | 旗本領                 | 2村  | ○大堀村、○木本村                                                                                                   |
| 藩領         | 上野館林藩             | 13村 | 東代村、○阿保村、○上田村、新堂村、立部村、岡村、○島泉村、西大塚村、○東大塚村、○小川村、○別所村、○住道村、○西瓜破村 |
| 藩領         | 河内丹南藩             | 5村  | ○池内村、堀村、清水村、○向井村、○高木村                                                                            |
| 藩領         | 河内狭山藩             | 5村  | ○芝村、○東我堂村、○西我堂村、○矢田部村、○枯木村                                                                    |
| 藩領         | 相模小田原藩           | 5村  | ○城連寺村、○東瓜破村、○出戸村、○六反村、富田新田                                                                   |
| 藩領         | 下野高徳藩             | 1村  | 太田村 |
| 藩領         | 丹南藩・和泉伯太藩     | 1村  | ○一津屋村 |
| 幕府領・藩領 | 幕府領（代官）・館林藩 | 1村  | ○油上村 |

- 慶応4年

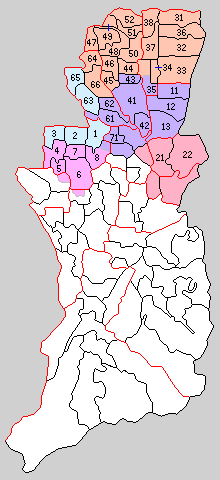
1.長吉村 2.瓜破村 3.矢田村 4.天美村 5.布忍村 6.松原村 7.三宅村 8.恵我村（水色：大阪市 紫：八尾市 桃：松原市 11 - 13は高安郡 21・22は大県郡 31 - 38は河内郡 41 - 52は若江郡 61 - 66は渋川郡 71は志紀郡）

  - 2月 - 幕府領（代官支配）・旗本領が大坂裁判所司農局の管轄となる。
  - 5月2日（1868年6月21日） - 大坂裁判所司農局の管轄地域が大阪府司農局の管轄となる。
  - 6月8日（1868年7月27日） - 大阪府司農局の管轄地域が大阪府南司農局の管轄となる。
  - 6月 - 戊辰戦争後の処分により小田原藩が減封となり、本郡内の領地が消滅。
- 明治2年
  - 1月20日（1869年3月2日） - 大阪府南司農局の管轄地域が河内県の管轄となる。
  - 8月2日（1869年9月7日） - 河内県の管轄地域が堺県の管轄となる。
  - 12月26日（1870年1月27日） - 狭山藩が廃藩。管轄地域が堺県の管轄となる。
- 明治3年
  - 3月19日（1870年4月19日） - 高徳藩が下総曽我野藩に転封。本郡内の領地が堺県の管轄となる。
  - 宇都宮藩預地が堺県の管轄となる。
- 明治4年
  - 7月14日（1871年8月29日） - 廃藩置県により藩領が館林県、丹南県、伯太県の管轄となる。
  - 11月14日（1871年12月25日） - 第1次府県統合により、館林県の管轄地域が栃木県の管轄となる。
  - 11月22日（1872年1月2日） - 第1次府県統合により、全域が堺県の管轄となる。
- 明治7年（1874年）1月22日 - 大区小区制の堺県での施行により、河内国第1大区・河内国第2大区となる。
- 明治8年（1875年） - 東我堂村・西我堂村が合併して我堂村となる。（43村）
- 明治13年（1880年）4月15日 - 郡区町村編制法の堺県での施行により、行政区画としての丹北郡が発足。若江郡寺内村の大信寺に「八尾郡役所」が設置され、同郡および高安郡・渋川郡・大県郡・河内郡とともに管轄。八尾郡役所はまもなく改称して「丹北高安渋川大県若江河内郡役所」となる。
- 明治14年（1881年）2月7日 - 大阪府の管轄となる。
- 明治19年（1886年） - 川内新田が城蓮寺村に合併。（42村）
- 明治20年（1887年） - 六反村が渋川郡六反村を合併。
- 明治22年（1889年）4月1日 - 町村制の施行により、下記の各村が発足。（8村）
  - 長吉村 ← 長原村、六反村、出戸村、川辺村（現・大阪市平野区）
  - 瓜破村 ← 東瓜破村、西瓜破村、万屋新田（現・大阪市平野区）
  - 矢田村 ← 住道村、矢田部村、枯木村、富田新田（現・大阪市東住吉区）
  - 天美村 ← 池内村、城連寺村、油上村、芝村、我堂村、堀村（現・松原市）
  - 布忍村 ← 更池村、高木村、清水村、向井村、東代村（現・松原市）
  - 松原村 ← 新堂村、高見村、上田村、岡村、立部村、西大塚村、阿保村、田井城村（現・松原市）
  - 三宅村（単独村制。現・松原市）
  - 恵我村 ← 大堀村、別所村、一津屋村、小川村（現・松原市）、若林村（現・八尾市、松原市）
  - 津堂村・小山村が志紀郡小山村（現・藤井寺市）、木本村が志紀郡三木本村（現・八尾市）、島泉村・東大塚村が丹南郡高鷲村（現・羽曳野市）、太田村が志紀郡太田村（現・八尾市）のそれぞれ一部となる。
- 明治29年（1896年）4月1日 - 郡制の施行のため、「丹北高安渋川大県若江河内郡役所」が管轄する各郡および志紀郡三木本村の区域をもって中河内郡が発足。同日丹北郡廃止。

## 行政
八尾郡長→堺県丹北・高安・渋川・大県・若江・河内郡長
| 代 | 氏名   | 就任年月日                | 退任年月日               | 備考         |
| -- | ------ | ------------------------- | ------------------------ | ------------ |
| 1  | 名和暢 | 明治13年（1880年）4月16日 | 明治14年（1881年）2月6日 | 大阪府に移管 |

大阪府丹北・高安・渋川・大県・若江・河内郡長
| 代 | 氏名     | 就任年月日                | 退任年月日                | 備考                                                                               |
| -- | -------- | ------------------------- | ------------------------- | ---------------------------------------------------------------------------------- |
| 1  | 名和暢   | 明治14年（1881年）2月7日  | 明治14年（1881年）3月3日  |                                                                                    |
| 2  | 浦橋僴   | 明治14年（1881年）3月31日 | 明治19年（1886年）8月25日 |                                                                                    |
| 3  | 深瀬和直 | 明治19年（1886年）8月25日 | 明治26年（1893年）5月31日 |                                                                                    |
| 4  | 松村秀真 | 明治26年（1893年）5月31日 | 明治29年（1896年）3月31日 | 高安郡・渋川郡・大県郡・若江郡・河内郡および志紀郡三本木村との合併により丹北郡廃止 |